# Szállj!
A Szállj! című album a Soho Party együttes 1995-ben megjelent 2. stúdióalbuma a BMG Ariola Hungary kiadónál. Az albumról két kislemez látott napvilágot. Érdekesség, hogy a Hiányzol című dal videóklipjében Szolnoki Péter nem szerepel, csupán a hangját hallhatjuk, ahogyan a refrént énekli.

## Az album dalai
1. Intro
2. Szállj! (Radio Edit)
3. Nem Kell A Szó
4. Hol Az A Lány
5. Nézz Az Égre (Radio Edit)
6. Hiányzol featuring Szolnoki Péter
7. Mozgasd A Testem
8. Deep
9. Várj!
10. Emeld Fel Kezed! (Radio Edit)
11. Szállj! (Rave Nation Mix)
12. Nézz Az Égre (Extended Mix)
13. Emeld Fel Kezed! (Piano RMX)

## Közreműködő előadók
- Betty Love – vokál
- Czerovszky Henriett – háttérvokál
- Tóth Edina – háttérvokál
- Szolnoki Péter – vokál
- Madarász Gábor – gitár

## Az albumhoz kapcsolódó hivatkozások
- Az együttes honlapja[1]
- A Soho Party dalszövegei[2]
- A Szállj! című dal élő felvétele[3]
- A Hiányzol című dal videóklipje[4]